# Luigi Rognoni
Luigi Rognoni (* 27. August 1913 in Mailand; † 25. Juni 1986 ebenda) war ein italienischer Musikwissenschaftler und Musikkritiker.

## Leben und Werk
Luigi Rognoni studierte an der Universität Mailand bei Alfredo Casella Musik und bei Antonio Banfi Philosophie.
1935 gründete er die avantgardistische Zeitschrift Vita e culura musicale. Er war einige Jahre Redakteur der Rivista musicale italiana (RMI). Er setzte sich als Dirigent und Organisator vor allem für die Werke der Wiener Schule und der Groupe des Six ein. 1955 gründete er mit Alberto Mantelli in Mailand das Studio di Fonologia Musicale bei der RAI, das er auch leitete. 1957 wurde er Ordinarius für Musikgeschichte an der Universität Palermo.